# Đô thị hóa
Đô thị hóa là sự mở rộng của đô thị, tính theo tỉ lệ phần trăm giữa số dân đô thị hay diện tích đô thị trên tổng số dân hay diện tích của một vùng hay khu vực. Ta cũng có thể tính theo tỉ lệ gia tăng của hai yếu tố đó theo thời gian. Nếu tính theo cách đầu thì nó còn được gọi là mức độ đô thị hóa; còn theo cách thứ hai, nó có tên là tốc độ đô thị hóa.
Đô thị hóa là quá trình phát triển rộng rãi lối sống thị thành thể hiện qua các mặt dân số, mật độ dân số, chất lượng cuộc sống...
Các nước phát triển (như tại Châu Âu, Hoa Kỳ hay Úc) thường có mức độ đô thị hóa cao (trên 87%) hơn nhiều so với các nước đang phát triển (như Việt Nam) (khoảng ~35%). Đô thị các nước phát triển phần lớn đã ổn định nên tốc độ đô thị hóa thấp hơn nhiều so với trường hợp các nước đang phát triển.
Sự tăng trưởng của đô thị được tính trên cơ sở sự gia tăng của đô thị so với kích thước (về dân số và diện tích) ban đầu của đô thị. Do đó, sự tăng trưởng của đô thị khác tốc độ đô thị hóa (vốn là chỉ số chỉ sự gia tăng theo các giai đoạn thời gian xác định như 1 năm hay 5 năm).
Đới nóng là nơi có tốc độ đô thị hóa cao trên thế giới.
Tỉ lệ dân đô thị ngày càng tăng và các siêu đô thị ngày càng nhiều.

## Các quá trình
Theo khái niệm của ngành địa lý, đô thị hóa đồng nghĩa với sự gia tăng không gian hoặc mật độ dân cư hoặc thương mại hoặc các hoạt động khác trong khu vực theo thời gian. Các quá trình đô thị hóa có thể bao gồm:
- Sự mở rộng tự nhiên của dân cư hiện có. Thông thường quá trình này không phải là tác nhân mạnh vì mức độ tăng trưởng dân cư tự nhiên của thành phố thường thấp hơn nông thôn.
- Sự chuyển dịch dân cư từ nông thôn ra thành thị hoặc như là sự nhập cư đến đô thị.
- Sự kết hợp của các yếu tố trên.
- Ngoài ra còn có sự ảnh hưởng của quá trình công nghiệp hóa, hiện đại hóa. (Do quá trình công nghiệp hóa, hiện đại hóa làm cho đời sống nhân dân ngày càng được nâng cao dẫn tới sự mở rộng các khu công nghiệp mới, khu đô thị mới).

## Tác động
Đô thị hóa có các tác động không nhỏ đến sinh thái và kinh tế khu vực. Đô thị học sinh thái cũng quan sát thấy dưới tác động đô thị hóa, tâm lý và lối sống của người dân thay đổi. Sự gia tăng quá mức của không gian đô thị so với thông thường được gọi là "sự bành trướng đô thị" (urban sprawl), thông thường để chỉ những khu đô thị rộng lớn mật độ thấp phát triển xung quanh thậm chí vượt ngoài ranh giới đô thị. Những người chống đối xu thế đô thị hóa cho rằng nó làm gia tăng khoảng cách giao thông, tăng chi phí đầu tư các cơ sở hạ tầng kỹ thuật và có tác động xấu đến sự phân hóa xã hội do cư dân ngoại ô sẽ không quan tâm đến các khó khăn của khu vực trong đô thị.

## Ảnh hưởng
Đô thị hóa làm ảnh hưởng sâu sắc tới quá trình chuyển dịch cơ cấu kinh tế, đến số lượng, chất lượng dân số đô thị. Quá trình này còn làm thay đổi nhu cầu sử dụng đất đô thị và ảnh hưởng đến sự phát triển kinh tế xã hội của vùng và quốc gia.

### Tích cực
Đô thị hóa góp phần đẩy nhanh tốc độ tăng trưởng kinh tế,chuyển dịch cơ cấu kinh tế và cơ cấu lao động, thay đổi sự phân bố dân cư. Các đô thị không chỉ là nơi tạo ra nhiều việc làm và thu nhập cho người lao động mà còn là nơi tiêu thụ sản phẩm hàng hóa lớn và đa dạng, là nơi sử dụng lực lượng lao động có chất lượng cao, cơ sở kĩ thuật hạ tầng cơ sở hiện đại có sức hút đầu tư mạnh trong nước và nước ngoài.

### Tiêu cực
Đô thị hóa làm sản xuất ở nông thôn bị đình trệ do lao động chuyển đến thành phố. Thành thị phải chịu áp lực thất nghiệp, quá tải cho cơ sở hạ tầng, ô nhiễm môi trường sống, an ninh xã hội không đảm bảo, các tệ nạn xã hội ví dụ như thiếu việc làm sẽ nảy sinh ra nhiều vấn đề như nghèo đói lạc hậu, mù chữ; tệ nạn như trộm cắp, ô nhiễm môi trường, phân chia giàu nghèo...

### Đô Thị Hoá tại Việt Nam
Tỉ lệ đô thị hoá cả nước năm 2023 là 40%.
Danh sách 10 tỉnh thành đô thị hoá cao nhất cả nước:
1. Đà Nẵng: 87,45%.
2. Bình Dương: 84,32%.
3. Thành phố Hồ Chí Minh: 77,77%.
4. Cần Thơ: 70,50%.
5. Quảng Ninh: 67,50%.
6. Bà Rịa - Vũng Tàu: 66,96%.
7. Thừa Thiên Huế: 52,81%.
8. Bắc Ninh: 51,32%.
9. Hà Nội: 49,05%.
10. Hải Phòng: 45,58%.